# Gentiana alii
Gentiana alii är en gentianaväxtart som först beskrevs av S. Omer och M. Qaiser, och fick sitt nu gällande namn av T. N. Ho. Gentiana alii ingår i släktet gentianor, och familjen gentianaväxter. Inga underarter finns listade i Catalogue of Life.